# Lady Be Good (film, 1928)
Pour les articles homonymes, voir Lady Be Good.
Pour plus de détails, voir Fiche technique et Distribution.
Lady Be Good est un film américain muet de type comédie musicale réalisé par Richard Wallace, sorti en 1928. L'histoire est basée sur la comédie musicale de George Gershwin Lady, Be Good!.

## Fiche technique
- Réalisation : Richard Wallace

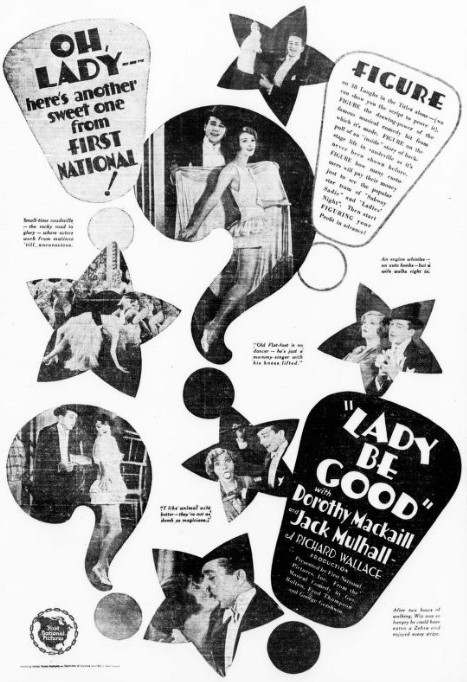
Annonce pour le film dans Variety.

- Scénario : Adelaide Heilbron, Jack Wagner
- Producteur : 	Charles R. Rogers
- Photographie : George J. Folsey
- Montage : Stuart Heisler
- Distributeur : First National Pictures
- Durée : 70 minutes
- Date de sortie : 6 mai 1928

## Distribution
- Jack Mulhall : "Mysterio" le magicien[1]
- Dorothy Mackaill : son assistante[1]
- John Miljan : Murray
- Nita Martan : Madison
- Dot Farley : Texas West
- James Finlayson : Trelawney West
- Aggie Herring : Landlady
- Jay Eaton : Danseur
- Eddie Clayton : Danseur
- Yola d'Avril : assistante
- Don Charno and His Martini Orchestra (non crédité)
- Charlie Hall : acteur blackface